# Pyrgulopsis conica
Pyrgulopsis conica là danh pháp hai phần của một loài ốc nước ngọt rất nhỏ có nắp, là động vật thân mềm chân bụng sống dưới nước thuộc họ Hydrobiidae. Đây là loài đặc hữu của Hoa Kỳ.